# Мальтийский филармонический оркестр
Мальтийский филармонический оркестр (мальт. Orkestra Filarmonika Nazzjonali, англ. Malta Philharmonic Orchestra) — мальтийский национальный симфонический оркестр, базирующийся в городе Валлетта.
Мальтийский филармонический оркестр был основан 1 апреля 1968 года как оркестр одного из старейших ныне действующих театров Европы Театра Маноэль. Основу оркестра составили музыканты камерного оркестра командующего британским флотом на Мальте. В сентябре 1997 года он вышел из-под управления театральной администрации и стал называться Национальным оркестром Мальты. 12 января 2008 года оркестр вновь сменил статус и получил своё сегодняшнее название.
Среди известных музыкантов, работавших с Мальтийским филармоническим оркестром, — Хосе Каррерас и Андреа Бочелли.

## Руководители оркестра
- Джозеф Саммут (1968—1992)
- Майкл Лаус (1992—2014)
- Брайан Шембри (с 2014 г.)